# Création Gross

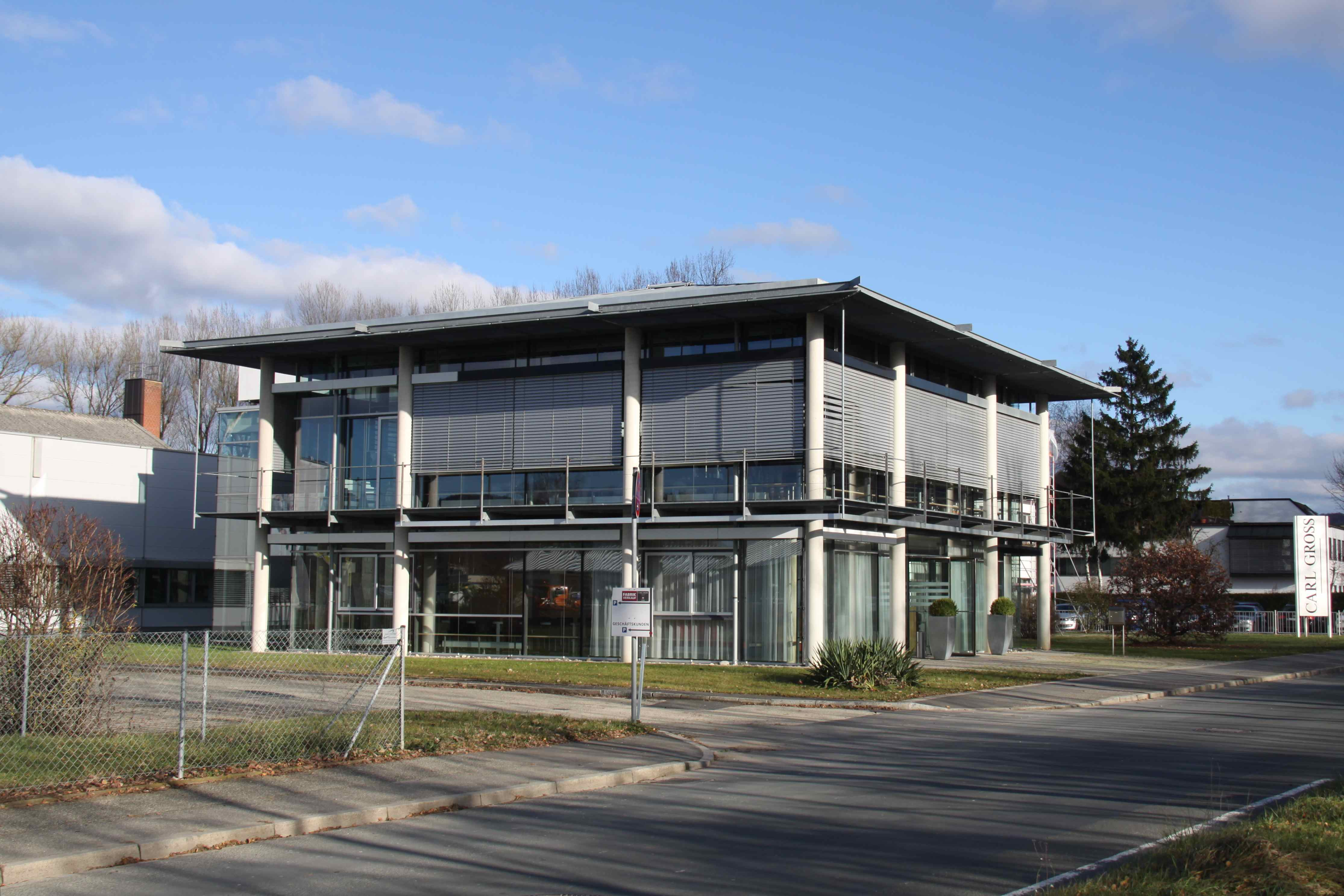
Verwaltungsgebäude

Die Création Gross GmbH & Co. KG ist ein deutscher Bekleidungshersteller mit Sitz im fränkischen Hersbruck. Das Traditionsunternehmen produziert und vertreibt Männerbekleidung der Modelabel CARL GROSS und CG – CLUB of GENTS weltweit in 48 Ländern.

## Unternehmen
Die Création Gross GmbH & Co. KG ist ein in vierter Generation familiengeführtes Bekleidungswerk. Das Unternehmen produziert Anzüge, Sakkos, Mäntel/Jacken, Westen, Hosen, Strick/Jersey sowie Hemden und Accessoires für Männer an verschiedenen Standorten in Deutschland, Litauen, Türkei, Ukraine, Usbekistan und Bosnien und ist Inhaber der Marken CARL GROSS und CG – CLUB of GENTS.
Die beiden Marken werden getrennt geführt, mit jeweils eigenem Einkauf, eigenen Designern, eigenem Marketing und eigenem Vertrieb. Besonderes Merkmal der Kollektion ist das Baukastensystem, bei dem Sakkos und Hosen verschiedener Größen kombiniert werden können.
Vertrieben wird die Kleidung in 48 Ländern über den Einzelhandel sowie über ein Multichannel-Vertriebssystem entlang Partner im Groß- und Einzelhandel, Onlineshops und eigener Factory-Outlet-Shops (Carl Gross Retail GmbH & Co. KG) betreibt zudem acht Outlet-Stores in Deutschland. Der Exportanteil beträgt etwa 45 %.

## Geschichte
1925 gründete August Gross im fränkischen Neuhaus an der Pegnitz ein Bekleidungswerk.
Nach dem Zweiten Weltkrieg stiegen 1951 die beiden Söhne Karl und Waldemar in das Unternehmen ein und übernahmen es 1961. Das Unternehmen spezialisierte sich in den Folgejahren auf Herrenmode. 1963 wurde der Betrieb nach Hersbruck verlagert und der Namen 1968 in Bekleidungswerke August Groß GmbH geändert.
Die Firmenbezeichnung änderte sich 1974 in Bekleidungswerke Gross GmbH und nochmals 1983 in Création Gross GmbH & Co. 1993 übernahm Peter Gross die Geschäftsführung und führte 1994 die Marke CARL GROSS und CG ein. Die Firmenanteile lagen dabei bei ihm und seinem Cousin Wolfgang als Gesellschafter. 1996 Einführung des ersten Baukastens. Sakko, Weste und Hose können in unterschiedlichen Größen gekauft und zusammengestellt werden. Es wird eine Farbgleichheit bei Nachkäufen garantiert.
2002 Entsteht der Neubau des Showrooms Hersbruck. Ab 2003 erster Relaunch der Marke CG für eine jüngere Zielgruppe und Verlagerung der Produktion größtenteils in das Ausland. Bis heute besteht eine Produktion am Standort Hersbruck. Dort werden Prototypen, Kleinserien und Musterkollektionen gefertigt. 2006 wurde am Standort Hersbruck ein 7.000 m² großes umfassendes Logistikzentrum eröffnet. 2010 wurde die Hauptmarke CARL GROSS mit dem Markenzusatz Since 1925 versehen. 2011 bekam die Marke CG durch den Zusatz CLUB of GENTS und der erste Onlineshop ging live.
2015 übernahmen die beiden Söhne der Inhaber im Zuge der Nachfolgeregelung Firmenanteile. Ein Teil der operativen Verantwortung wurde von Peter Gross an die Geschäftsführer Thomas Steinhart und Ralph Böhm übertragen. Zwischen 2015 und 2023 wurden die beiden Marken um die Sublines CARL GROSS Black Line, CARL GROSS Concept Green, CARL GROSS Say Yes, Savile Row by CG – CLUB of GENTS, Your Own Party by CG – CLUB of GENTS sowie NextGen project by CG – CLUB of GENTS erweitert. Hierdurch baut die Création Gross GmbH & Co. KG ihr Angebot in den Bereichen nachhaltige Produkte und Anlassmode aus. 2021 wurde das Unternehmen mit dem Nachhaltigkeitszertifikat GOTS zertifiziert. 

## Auszeichnungen
- CG – CLUB of GENTS ist in der Anzugstudie 2023[6] der Fachzeitschrift Textilwirtschaft zum 3. Mal Top Marke. CARL GROSS ist in der Anzugstudie 2023 der Fachzeitschrift Textilwirtschaft beste Marke im Bereich Nachhaltigkeit.
- CG – CLUB of GENTS belegte in der Anzugstudie 2019 der Fachzeitschrift Textilwirtschaft den ersten Platz in der Kategorie Modeleistung.
- CG – Club of Gents belegte in der „Anzugstudie“ 2019 der Fachzeitschrift Textilwirtschaft den ersten Platz in der Kategorie Modeleistung.

## Trivia
- 2017 stellte Felix Mayerhöfer beim Hamburg-Marathon in einem Anzug der Marke CARL GROSS mit 2:42:59 Stunden einen neuen Weltrekord im Marathon im Businessanzug für das Guinness-Buch der Rekorde auf.[7][3]